# تي إس. مونك
تي إس. مونك (بالإنجليزية: T. S. Monk)‏ هو قائد فرقة ‏ وملحن وعازف جاز أمريكي، ولد في 27 ديسمبر 1949 في نيويورك في الولايات المتحدة.

## وصلات خارجية
- الموقع الرسمي
- تي إس. مونك على موقع IMDb (الإنجليزية)
- تي إس. مونك على موقع ميوزك برينز (الإنجليزية)
- تي إس. مونك على موقع ديسكوغز (الإنجليزية)